# Kolej wąskotorowa
Kolej wąskotorowa – kolej, której szyny mają rozstaw mniejszy niż normalny (1435 mm).
Co do zasady kolej wąskotorowa cechuje się mniejszą zdolnością przewozową i prędkością od kolei normalnotorowej, jednak pozwala stosować większe pochylenia podłużne i łuki o mniejszym promieniu, dzięki czemu jest nawet kilkakrotnie tańsza w budowie. Nie zachodzi dzięki temu potrzeba wykonywania głębokich przekopów i nasypów, a tor zajmuje mniej miejsca. W niektórych krajach jednak kolej jeżdżąca na wąskim torze stanowi podstawową kolej dalekobieżną i budowana jest według standardów kolei normalnotorowej (przede wszystkim w Japonii).

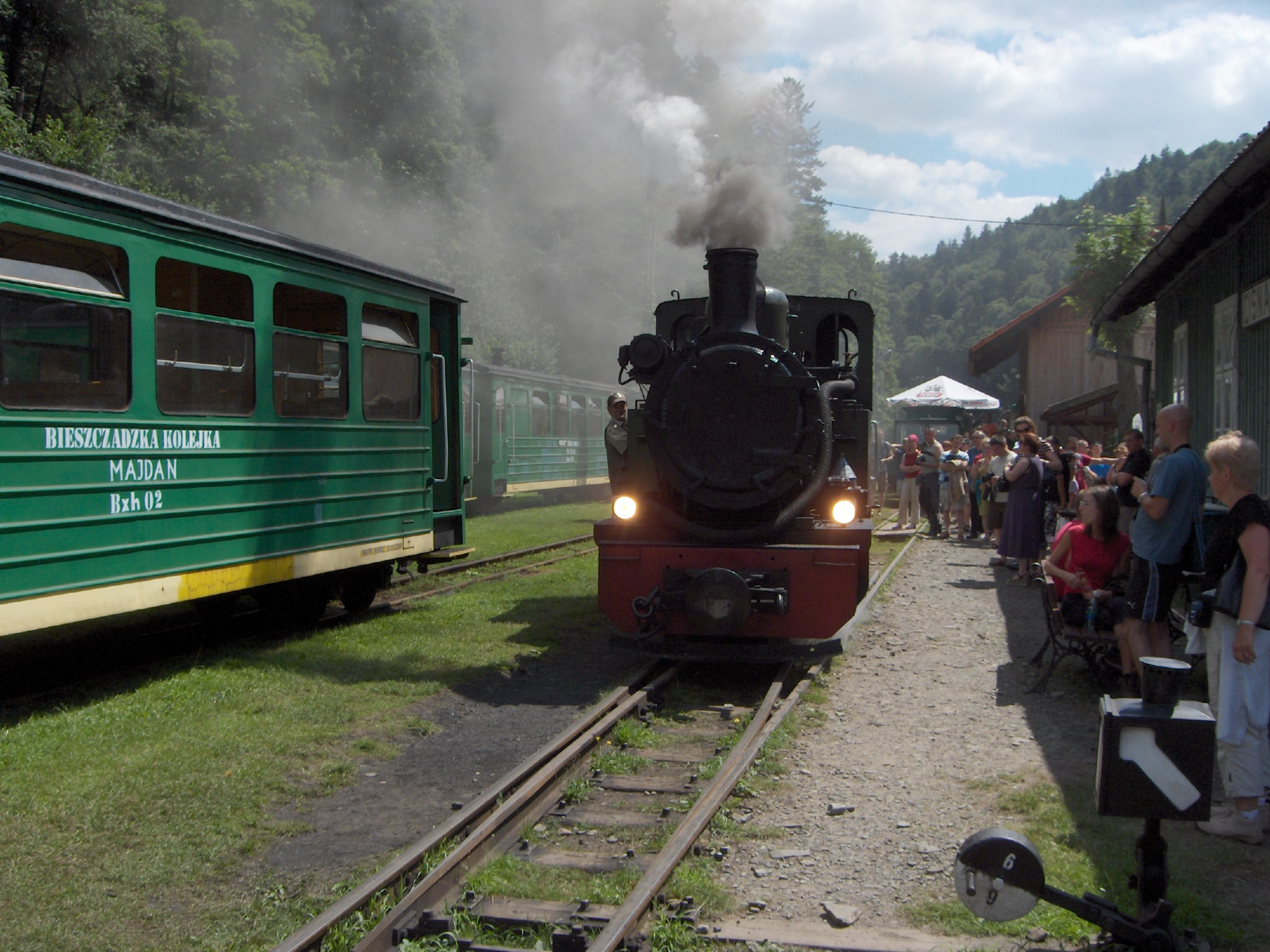
Bieszczadzka Kolejka Leśna

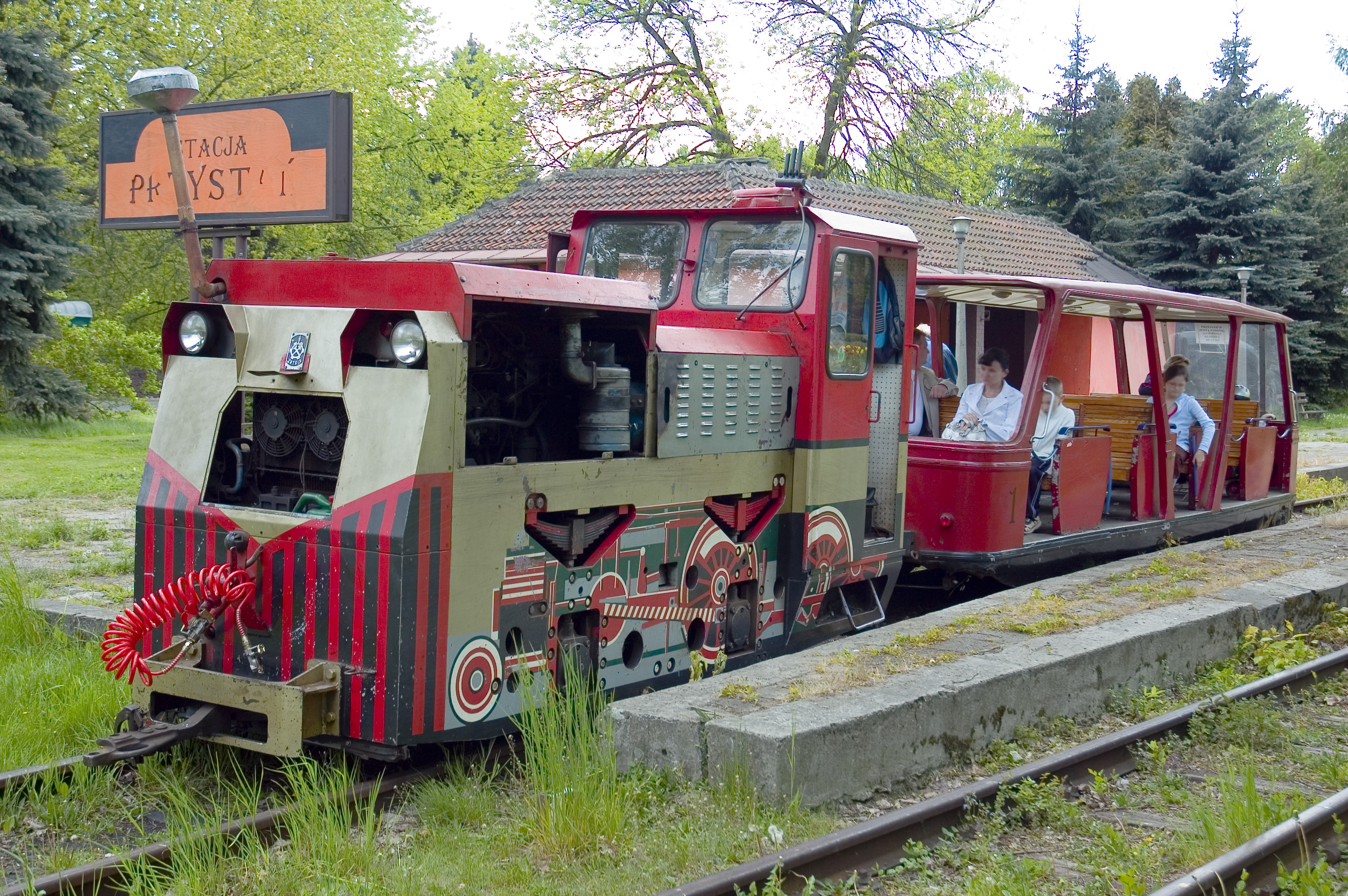
Kolej parkowa w Parku Śląskim na stacji Przystań

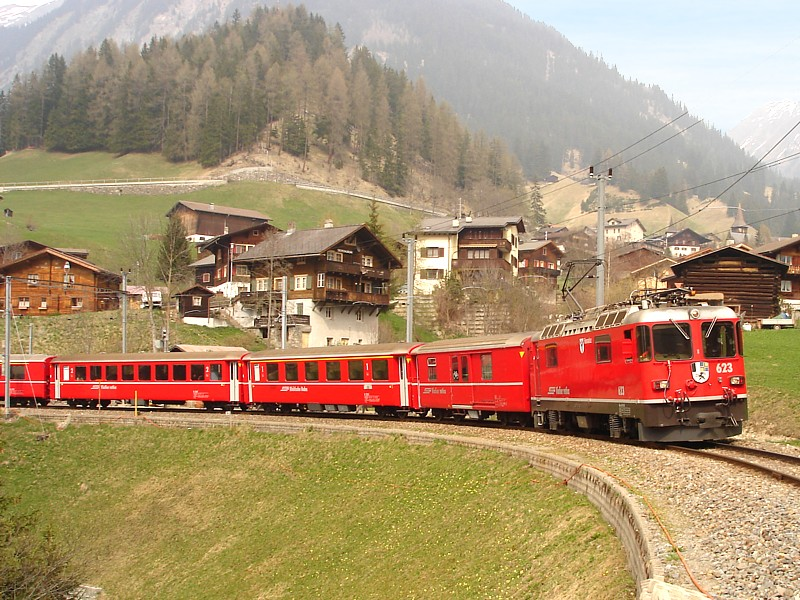
Pociąg wąskotorowy Rhätische Bahn w Szwajcarii

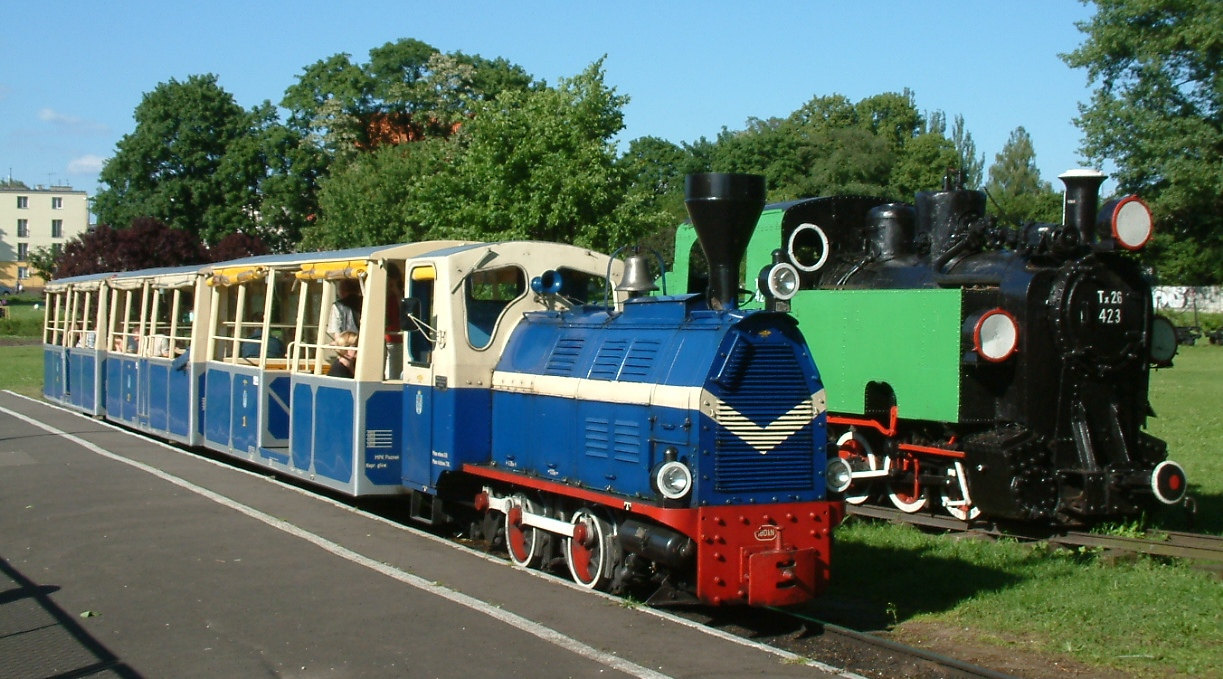
Pociąg Maltańskiej Kolei Dziecięcej ciągnięty przez lokomotywę spalinową Wls40-100 na stacji Maltanka, w tle tendrzak Tx26-423

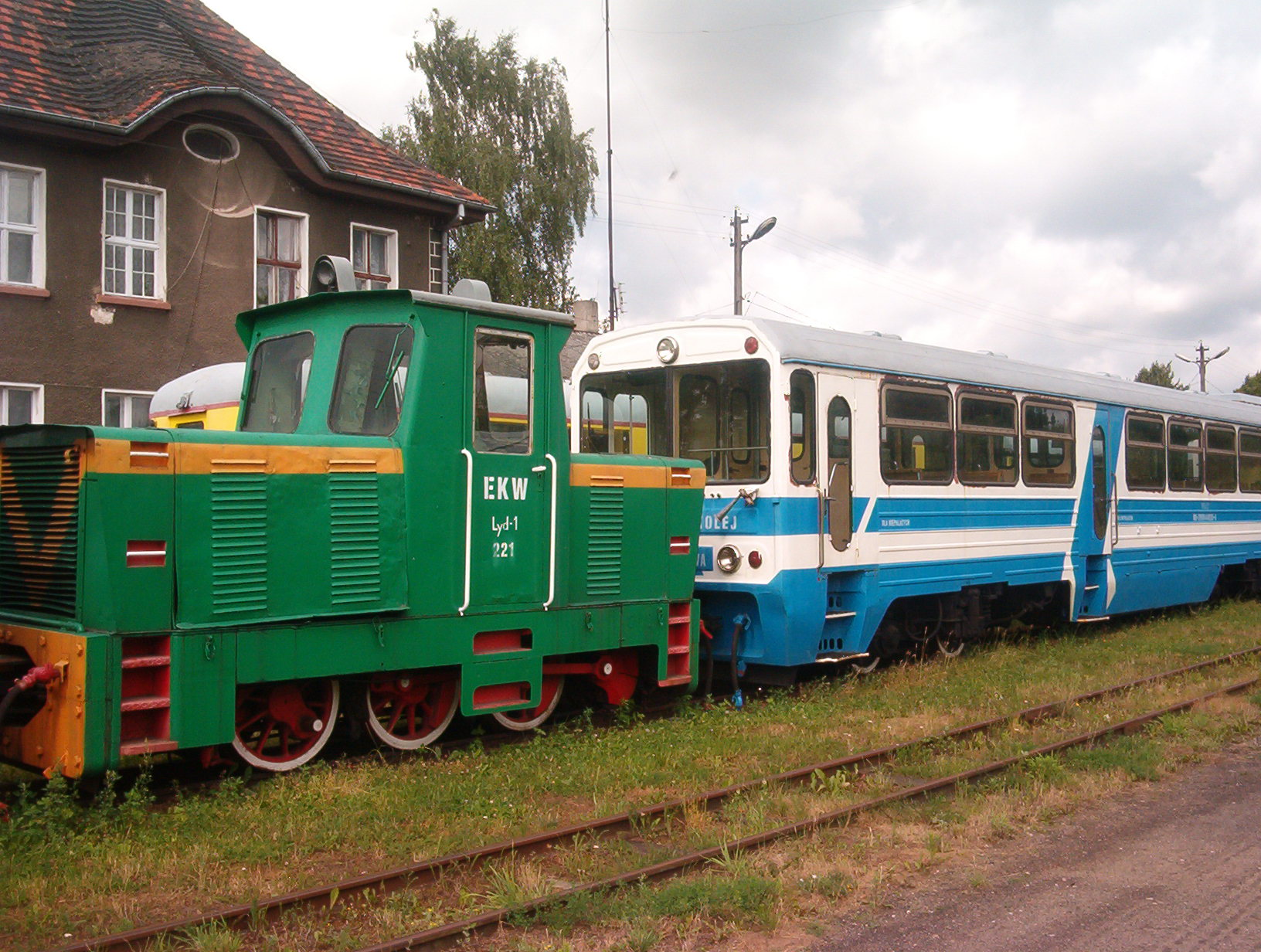
Ełcka Kolej Wąskotorowa – lokomotywa spalinowa Lyd1 z 1967 roku

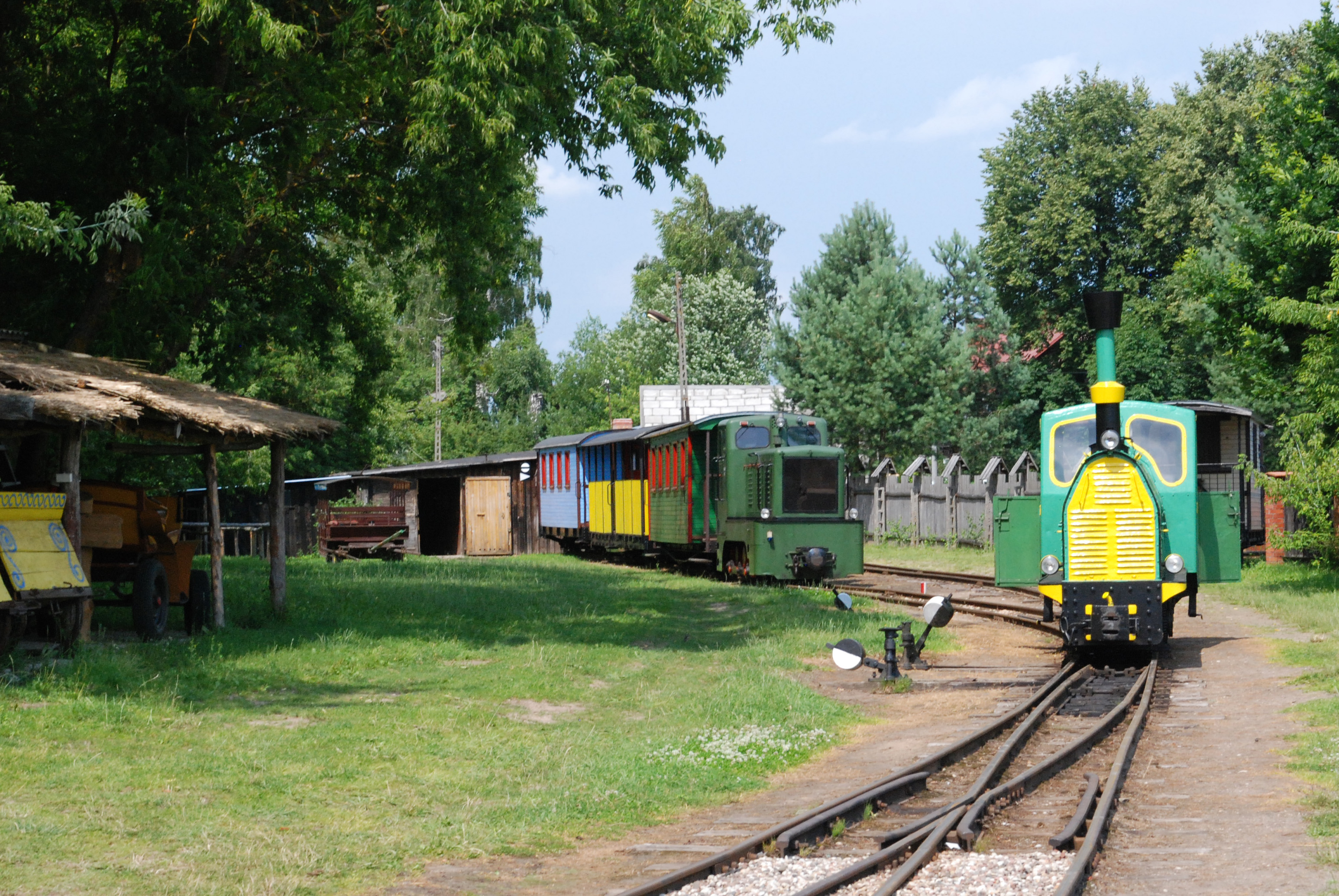
Stacja Wigierskiej Kolei Wąskotorowej w Płocicznie-Tartaku; po lewej lokomotywa spalinowa V10C, po prawej Wls50

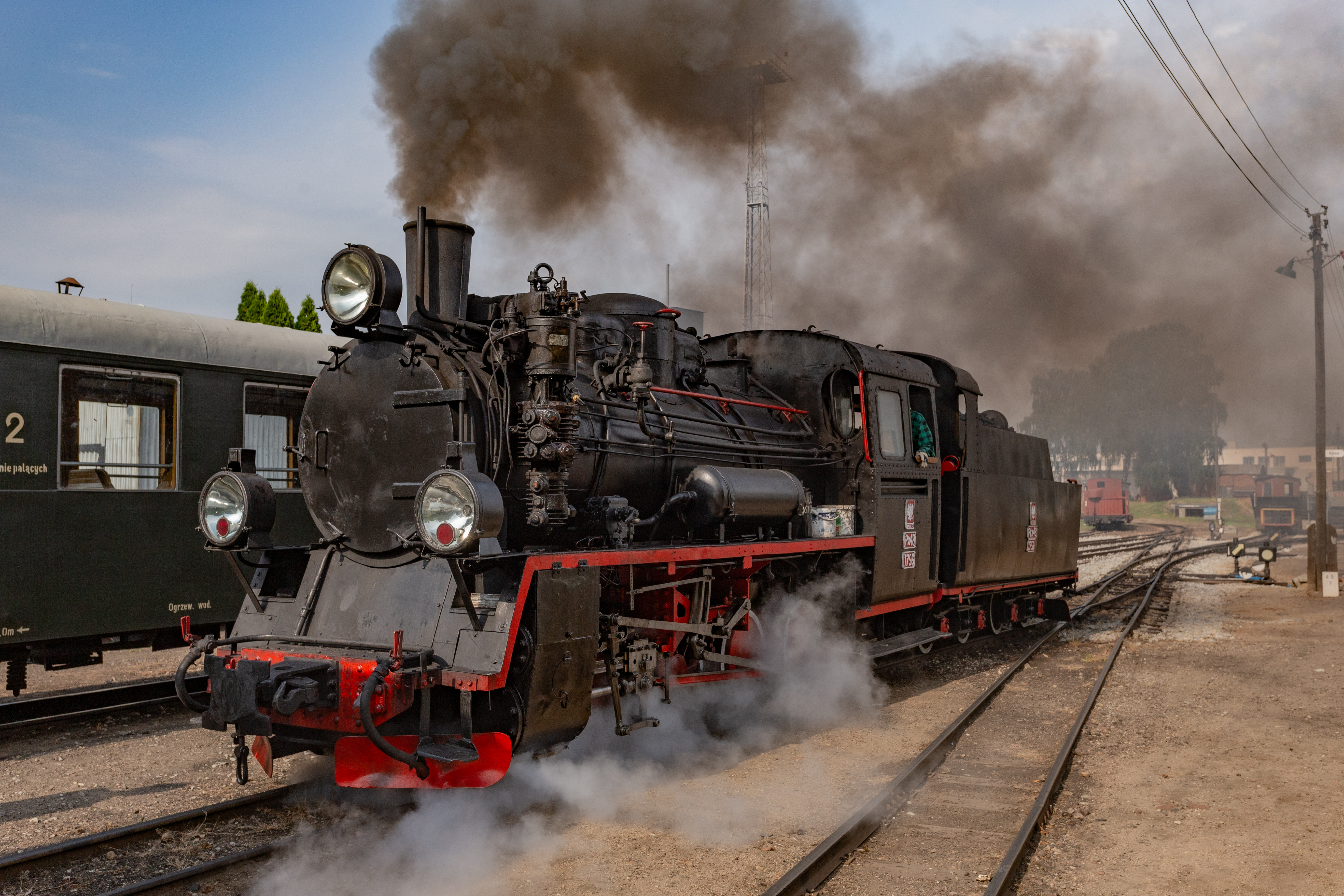
Średzka Kolej Powiatowa, parowóz Px48-1756

## Historia i rozwój
Koleje wąskotorowe, początkowo niemal wyłącznie konne, rozpowszechniły się w przemyśle wydobywczym, hutnictwie, leśnictwie. Zaletą zastosowania toru były mniejsze opory ruchu. W 1832 roku otwarto pierwsze linie wąskotorowe użytku publiczne, kolej Ffestoniog w Wielkiej Brytanii i Linz – Budziejowice w Austrii (początkowo konne). Na początku XIX wieku miały miejsce pierwsze eksperymenty z lokomotywami parowymi na różnych szerokościach toru, lecz ostatecznie jako standard dla kolei publicznych ciągniętych parowozami przyjęto 1435 mm. Na kolejach wąskotorowych trakcja parowa pojawiła się nieco później, około połowy XIX wieku. Postępowała także unifikacja standardów i szerokości toru. Od końca XIX wieku wprowadzono na niektóre linie trakcję elektryczną, od połowy XX wieku także spalinową. Najstarsza nieprzerwanie funkcjonująca kolej wąskotorowa na świecie działa w Polsce – są to Górnośląskie Koleje Wąskotorowe.
Typowa kolej wąskotorowa rozwijała niewielką prędkość – w Polsce istniały trzy kategorie kolei wąskotorowych, na najwyższej kategorii 1 maksymalna prędkość wynosiła 40 km/h.
W 1963 roku na świecie koleje wąskotorowe stanowiły 19% ogółu długości torów (70% normalnotorowe, a 11% szerokotorowe). Dynamiczny rozwój motoryzacji w połowie XX wieku przyczynił się do upadku wielu kolei wąskotorowych, szczególnie na obszarach o łatwych warunkach terenowych.
W XXI wieku największe znaczenie mają k. w. o charakterze turystycznym i historycznym, popularnością cieszą się koleje z zachowaną trakcją parową (najprężniejsza z nich, niemiecka kolej w górach Harzu ma kilkadziesiąt czynnych parowozów) i elektryczne koleje górskie.

## Funkcje kolei wąskotorowych
Kolej przemysłowa – stosowana we wszelkich branżach przemysłu, jednak od połowy XX wieku wypierana często przez transport drogowy. Najsilniejszą pozycję k.w. uzyskała w przemyśle wydobywczym. W zależności od skali zadań przewozowych (odległości, masy pociągów) może to być kolej o lekkiej konstrukcji zbliżona do kolei polowej (nacisk osiowy ok. 4–5 ton) lub zbliżona do kolei normalnotorowych (nacisk osiowy ok. 8–12 ton). Stosowane są różne prześwity w zakresie od ok. 500 do 1350 mm. Szczególnym rodzajem k.p. jest kolej dołowa stosowana szeroko w górnictwie węgla kamiennego i rud żelaza.
Kolej lokalna – służąca do transportu osób i ładunków na obszarach, na których budowa kolei normalnotorowej ze względu na warunki terenowe, gęstość zabudowy lub z przyczyn ekonomicznych była nieracjonalna lub niewykonalna.
Kolej dojazdowa – służąca do transportu osób pomiędzy linią kolei głównej bądź centrum regionalnym a peryferiami.
Kolej polowa – kolej o uproszczonej konstrukcji, budowana często przy użyciu przenośnych przęseł torowych, charakteryzuje się najniższym kosztem budowy, ale też najniższą zdolnością przewozową z powodu konieczności zachowania niskiego nacisku osi. Stosowana szeroko w II połowie XIX wieku i do połowy XX wieku w logistyce wojskowej, rolnictwie, budownictwie. Obecnie zachowane funkcjonują np. w kopalniach torfu, z uwagi na małą dostępność dla transportu samochodowego, i cegielniach.
Kolej leśna – kolej stosowana w leśnictwie, często z wykorzystaniem techniki typowej dla kolei polowych.
Kolej górska – kolej poprowadzona w terenie górskim, mająca duże znaczenie dla turystyki – może być to także kolej zębata lub terenowa kolej linowa.
Kolej parkowa – kolej pasażerska w parku lub parku rozrywki. W Polsce do niedawna działały cztery koleje parkowe:
- Myślęcińska Kolej Parkowa w Bydgoszczy (po pożarze 8 września 2011 zlikwidowana).
- Kolej Parkowa Maltanka;
- Kolej parkowa w Parku Śląskim,
- Kolejka Parkowa w Cichowie[6].

- Krośnicka Kolej Wąskotorowa w Krośnicach otwarta 25 maja 2013 roku.

W NRD i innych krajach socjalistycznych takie koleje obsługiwali pionierzy i dlatego były nazywane pionierskimi, w Polsce harcerze (Podgrodzie, Poznań – dawna kolejka do Dębiny).
Kolej dalekobieżna – w niektórych krajach rozstaw toru mniejszy od normalnego (rozstaw przylądkowy 1067 mm i rozstaw metrowy 1000 mm) jest stosowany w kolei dalekobieżnej, budowany według standardów zbliżonych do kolei normalnotorowej.

## Prześwity kolei wąskotorowych
1067 mm – tzw. kolonialny (przylądkowy) stosowany szeroko w koloniach brytyjskich. Taki prześwit ma m.in. podstawowa sieć kolei japońskich i afrykańskich oraz na wyspie Sachalin. Spotykany także w zaborze rosyjskim, m.in. przez krótki okres na terenie obecnej Polski w rejonie Częstochowy.
1000 mm – rozstaw metrowy, rozpowszechniony pod koniec XIX wieku, stosowany na wielu kolejach dojazdowych i lokalnych Europy. Taki prześwit mają m.in. Koleje Wąskotorowe Harzu w Niemczech oraz górskie koleje elektryczne w Alpach szwajcarskich i Tatrach słowackich (TEŽ), czy też nieistniejące Bornholmskie Koleje Żelazne w Danii; w Polsce największa taka sieć istniała na Pomorzu Zachodnim (zachowane są dwie linie turystyczne – Gryfice – Pogorzelica i Koszalin – Manowo – Rosnowo); prześwit 1000 mm ma także czynna Piaseczyńska Kolej Dojazdowa (dawniej Grójecka KD). Przebudowywano linie o 750 mm lub 800 mm na metrowe (np. kolej koszalińska czy kolej wilanowska) i vice versa (kolej śmigielska i kolej ełcka). Kolej olecka, zniszczona przez Rosjan w 1945 roku, także miała szerokość 1000 mm.
Rozstaw stosowany także w tramwajach, w tym w Łodzi (także tramwaje podmiejskie) oraz w Bydgoszczy, Toruniu, Grudziądzu i Elblągu.
900 mm – dawniej tramwaje w Krakowie i kolej konna Rudka Sanatorium – Mrozy, obecnie stosowany często w przemyśle, Kolejka parkowa w Wojewódzkim Parku Kultury i Wypoczynku w Chorzowie, pierwotnie 1000 mm (przebudowa związana z koniecznością wymiany wyeksploatowanych wagoników motorowych).
800 mm – w zaborze rosyjskim co prawda obowiązywał rozstaw 750 mm, jednak „osiemsetkę” zastosowano na liniach wąskotorowych wokół i z Warszawy (późniejsze Warszawskie Koleje Dojazdowe) – były to: Marecka Kolej Dojazdowa (KDM), później Radzymińska KD, Kolej Jabłonowska, Kolej Grójecka (później Grójecka KD, obecnie Piaseczyńska Kolej Wąskotorowa) i Kolej Wilanowska (dawniej Droga Żelazna Wilanowska, później włączona w struktury kolei grójeckiej, zlikwidowana w 1971 roku); taką szerokość toru posiadały również: linia tramwajów konnych w Sopocie czy kolej cukrowni Klecina. Nie przetrwała żadna „osiemsetka” – wszystkie kolejki warszawskie przebudowano na 750 mm (kolej jabłonowska i marecka [radzymińska]) lub 1000 mm (kolej wilanowska, włączona do kolei grójeckiej). Obecnie we Wrocławiu, na terenie Instytutu Meteorologii i Gospodarki Wodnej przy ul. Braci Gierymskich (blisko Mostu Bartoszowickiego) jest ustawiona w charakterze pomnika techniki linowa wyciągarka jazowa, stojąca na torze o szerokości 810 mm.

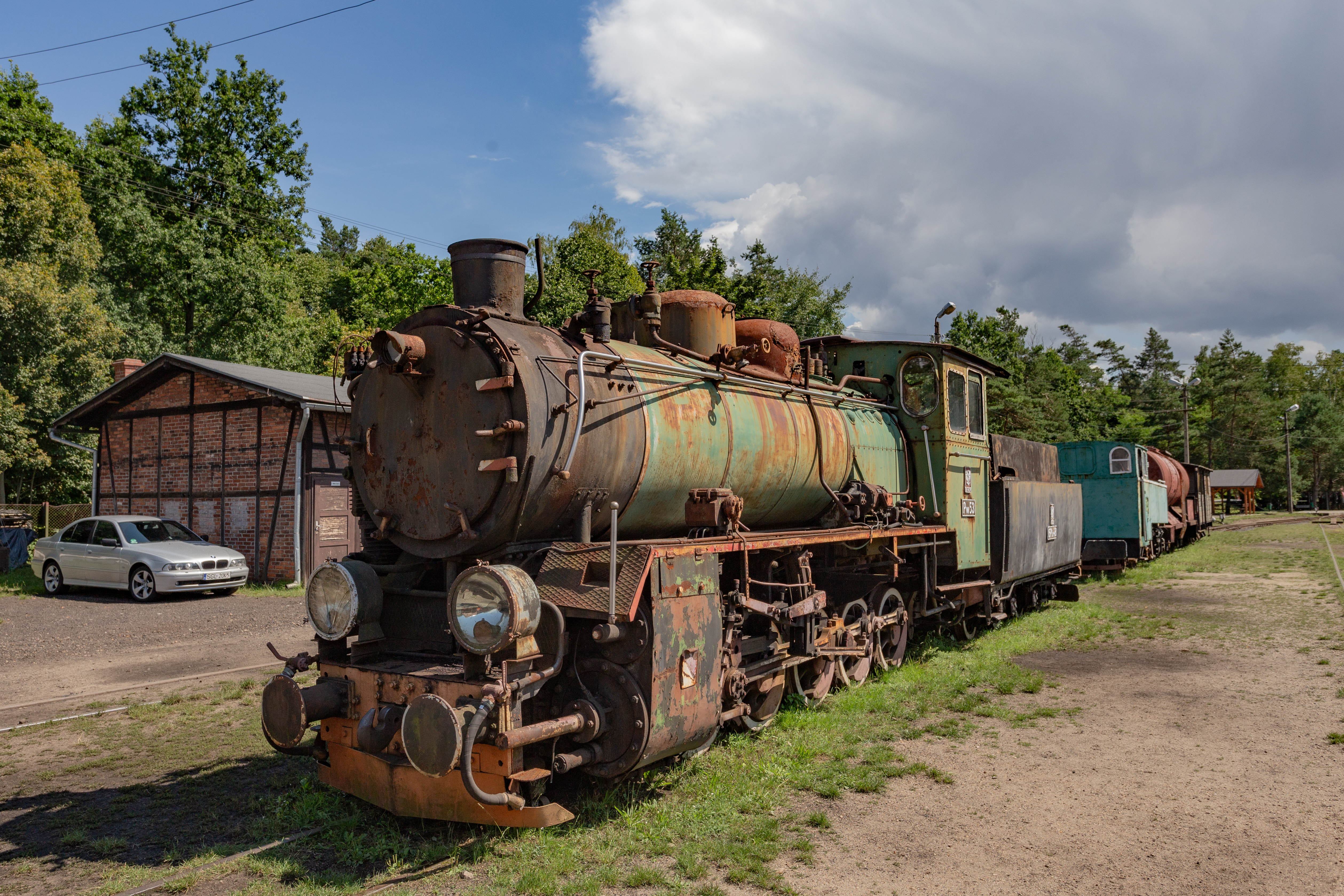
Kolej Wąskotorowa w Rudach, parowóz Pw53

785 mm – taki prześwit (30 cali pruskich) stosowany był bardzo wcześnie, najbardziej rozpowszechnił się na sieci górnośląskich kolei wąskotorowych (zachowane są dwie czynne linie turystyczne: Bytom – Miasteczko Śląskie oraz Stanice – Rudy – Rybnik Stodoły). Taki prześwit miały także początkowo tramwaje w miastach aglomeracji katowickiej. Ostatni fragment wąskotorowej sieci tramwajowej (Chorzów Stary – Chorzów Miasto) zamknięto 31 stycznia 1956. Relikty wąskotorowej sieci tramwajowej można spotkać w Gliwicach i w Bytomiu.
780 mm – rzadko stosowany, dawniej kolej cukrowni Cedry Wielkie.
760 mm („rozstaw bośniacki”) – koleje Austro-Węgier i krajów będących ich sukcesorami, m.in. Zagłębie Ostrawsko-Karwińskie; wąskotorówka osobłoska; koleje leśne w Karpatach (m.in. w Bieszczadach); Przeworsk – Dynów (w latach 50. XX w. nastąpiła zmiana rozstawu szyn Przeworskiej Kolei Dojazdowej z 760 na 750 mm); Strumień – Chybie; taką szerokość miała kiedyś cała Hrubieszowska Kolej Dojazdowa.

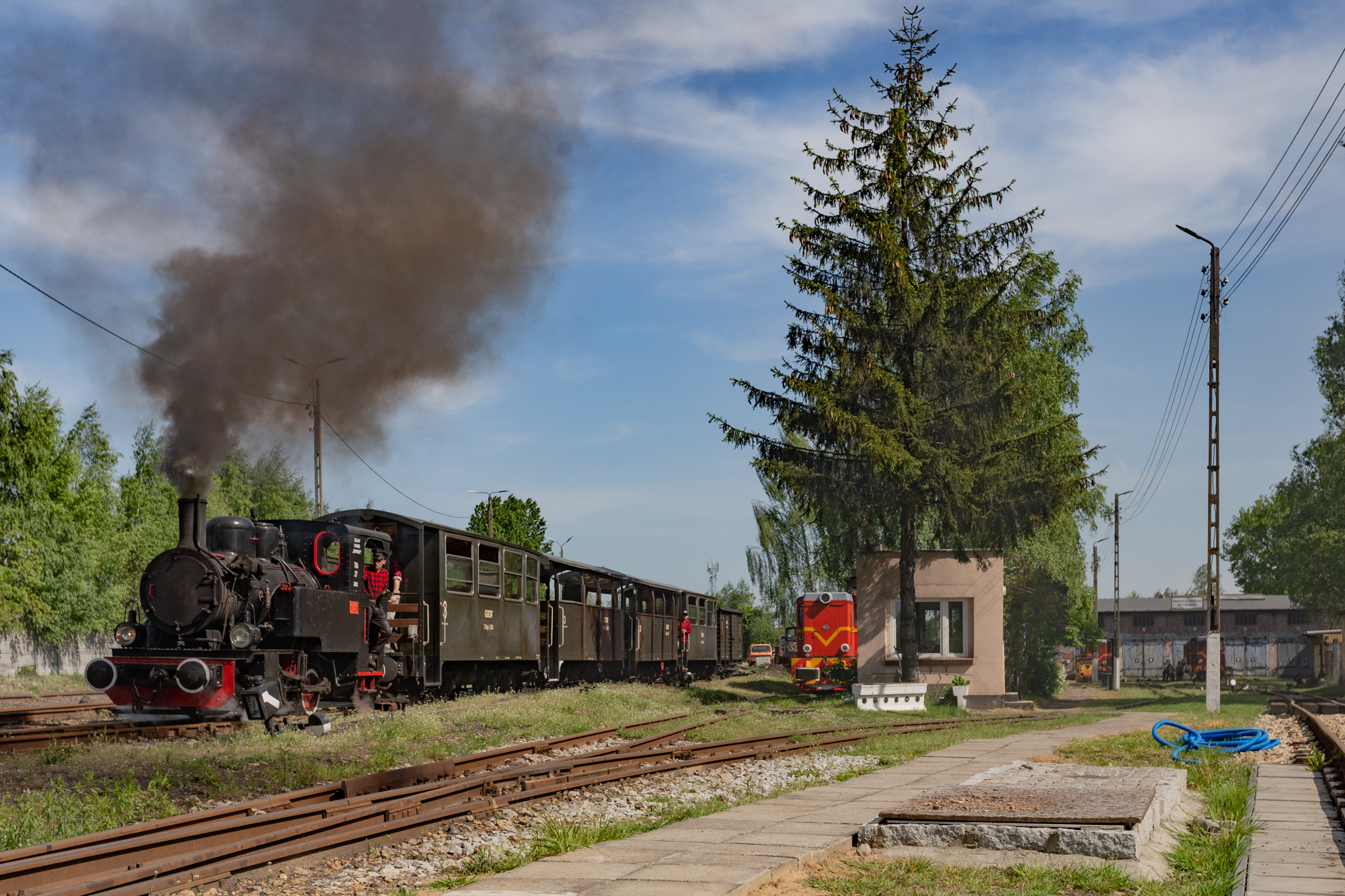
SGKW, parowóz wąskotorowy TKb 27

750 mm – kolejny, najpopularniejszy standard rozpowszechniony pod koniec XIX wieku – taki rozstaw ma większość istniejących kolei wąskotorowych na terenie Niemiec i Polski. W Polsce stopniowo zastępował inne rozstawy.
716 mm – szerokość toru zastosowana z niewiadomych przyczyn przez Cukrownię Kruszwica dla linii Kruszwica – Piotrków Kujawski; później wszystkie linie zostały przebudowane na szerokość 750 mm.
700 mm – w Polsce zastosowano tę szerokość toru na linii Gonczary (Honczary) – Filipowicze, uruchamiana jako kolej gospodarcza (tzn. gdy pozwalało na to zapotrzebowanie) w II Rzeczypospolitej. Kolej po II. wojnie światowej była wciąż w eksploatacji (widniała na mapach linii kolejowych republiki Białorusi).
600 mm – standard rozpowszechniony szeroko po wynalezieniu przez Paula Armanda Decauville’a kolei o przenośnych przęsłach o tym prześwicie. Dzięki nim nastąpił rozkwit kolejek polowych, które stanowiły podstawę logistyki w budownictwie dróg i kolei normalnotorowych i ważny środek transportu podczas działań wojennych, m.in. obydwu wojen światowych. W miarę rozwoju samochodów budowlanych k. w. przenośne straciły na znaczeniu i obecnie stosuje się rzadko, zazwyczaj przy budowie tuneli oraz w kopalniach torfu (wciąż m.in. zakłady należące do firmy «HolLas» w miejscowościach Krakulice (k. Łeby), Rucianka i Biedkowo – ten ostatni najpewniej już zakończył funkcjonowanie). Rozstaw zastosowany był również w Świętokrzyskiej Kolei Leśnej, funkcjonującej w latach 1916-1978 w Górach Świętokrzyskich oraz linii Kielce Wąskotorowe – Złota Woda.
580 mm – kolej przemysłowa KWK „Siersza”
500 mm – kolej gospodarcza w Gozdnicy oraz kolej Jazu Bartoszowickiego we Wrocławiu (linia biegła przez Most Bartoszowicki, obecnie zachowany jest fragment toru od strony Śluzy Bartoszowice).
450 mm – najwęższa czynna kolej wąskotorowa w Polsce – Kopalnia Luiza; kursują po niej składy pasażerskie prowadzone przez lokomotywy akumulatorowe Ldag5.
435 mm – kolej technologiczna Zakładów Norblina w Warszawie
381 mm – do 1945 r. kolejka we wrocławskim Zoo.
Mniejszy rozstaw mogą mieć koleje parkowe i ogrodowe np. 241 mm i 127 mm kolej parkowa w Cichowie.

## Galeria

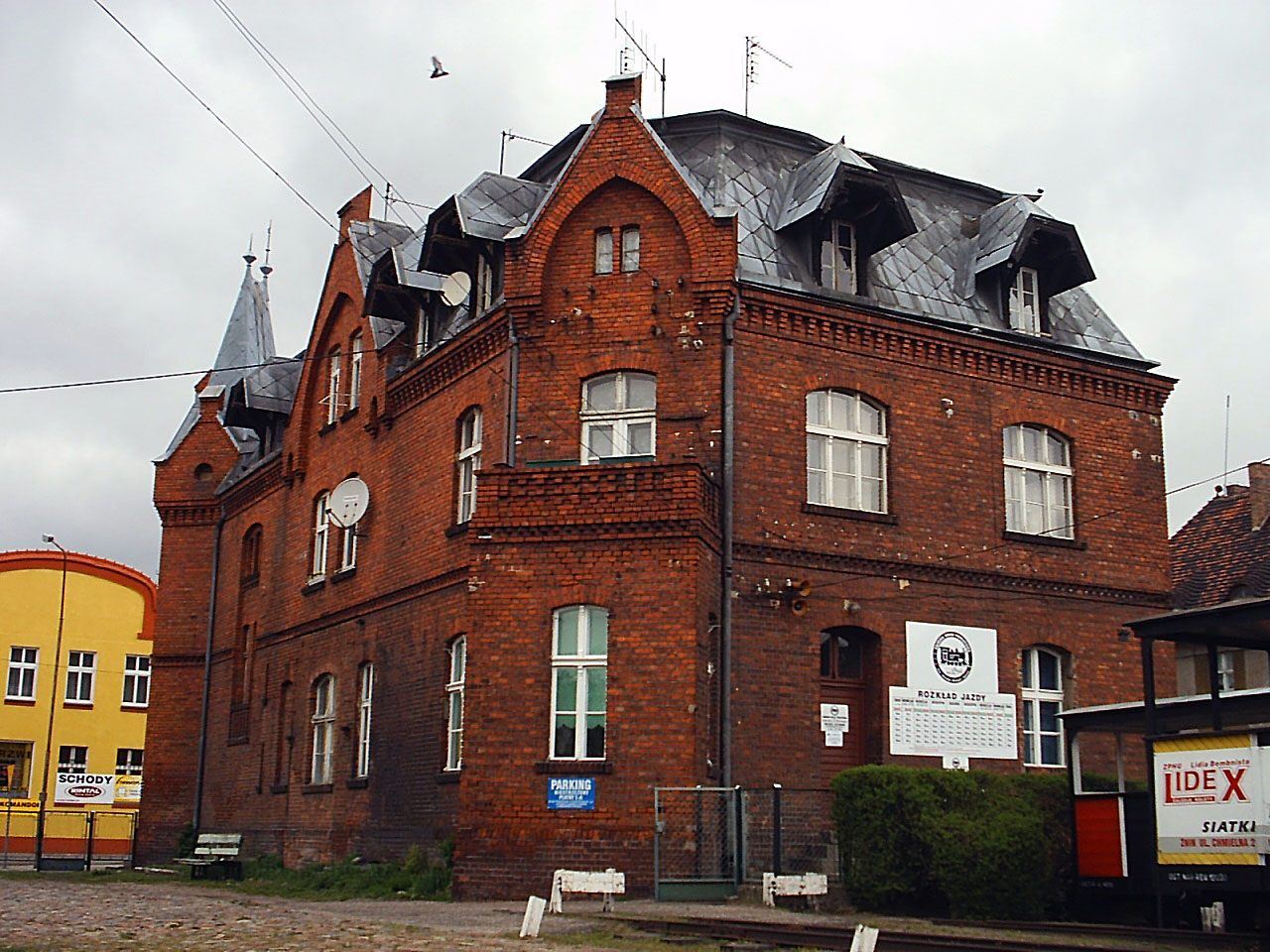
Stacja Żnin Wąsk.
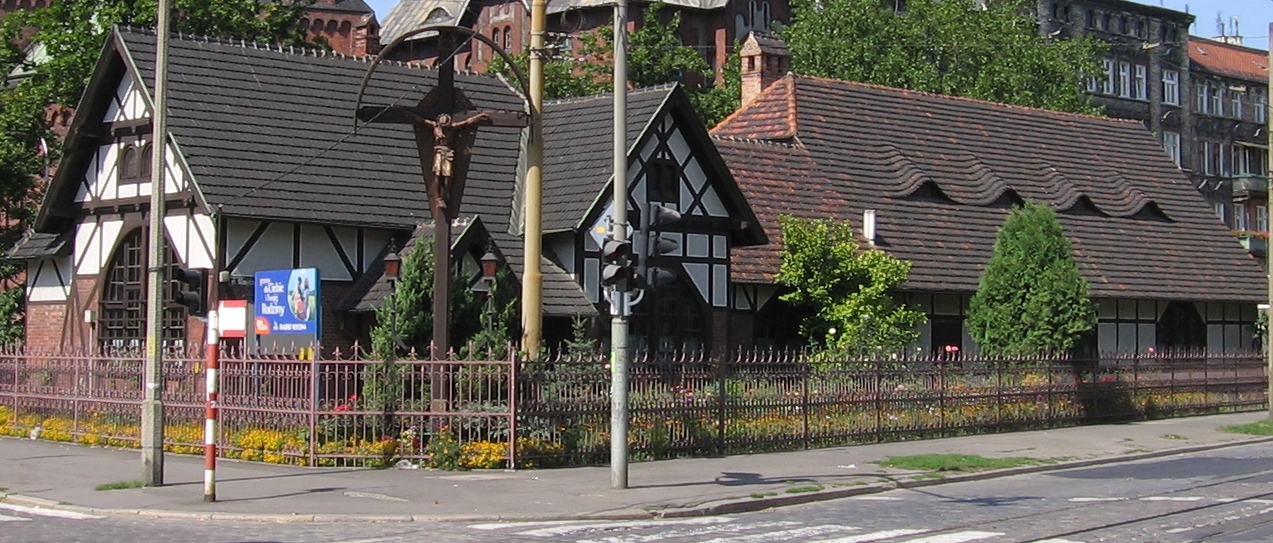
Nieczynna stacja we Wrocławiu
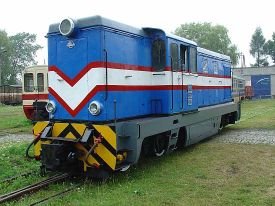
Lokomotywa Lxd2-309 na Rogowskiej Kolei Wąskotorowej
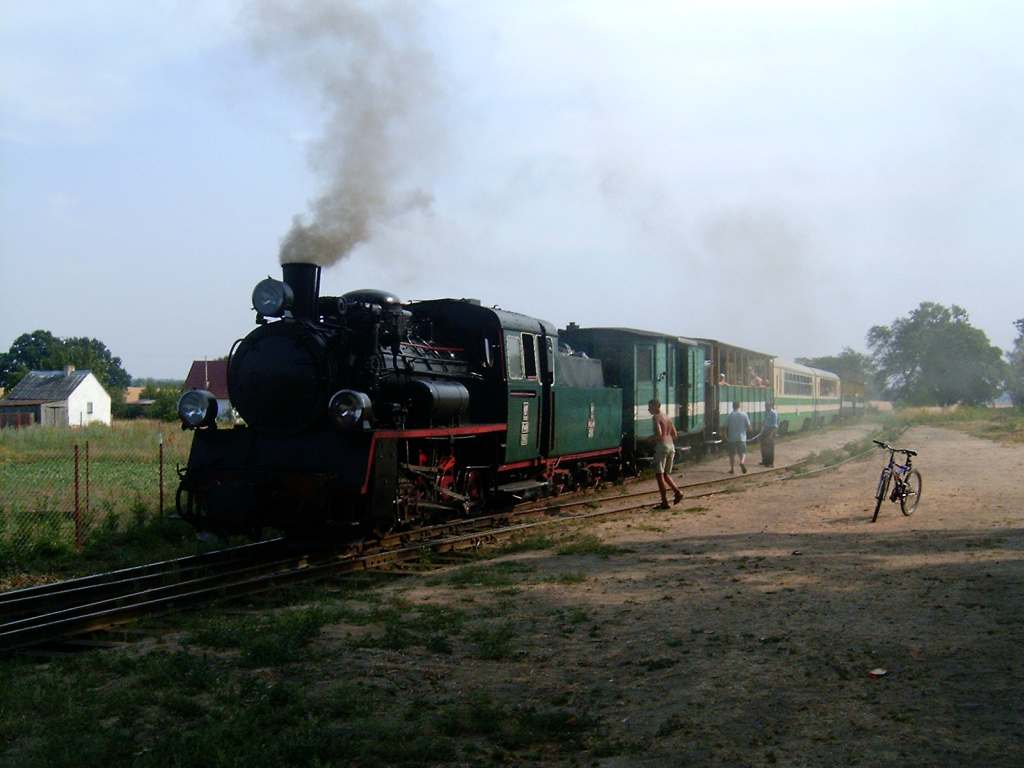
Pociąg w Trzęsaczu na trasie Gryfice – Pogorzelica
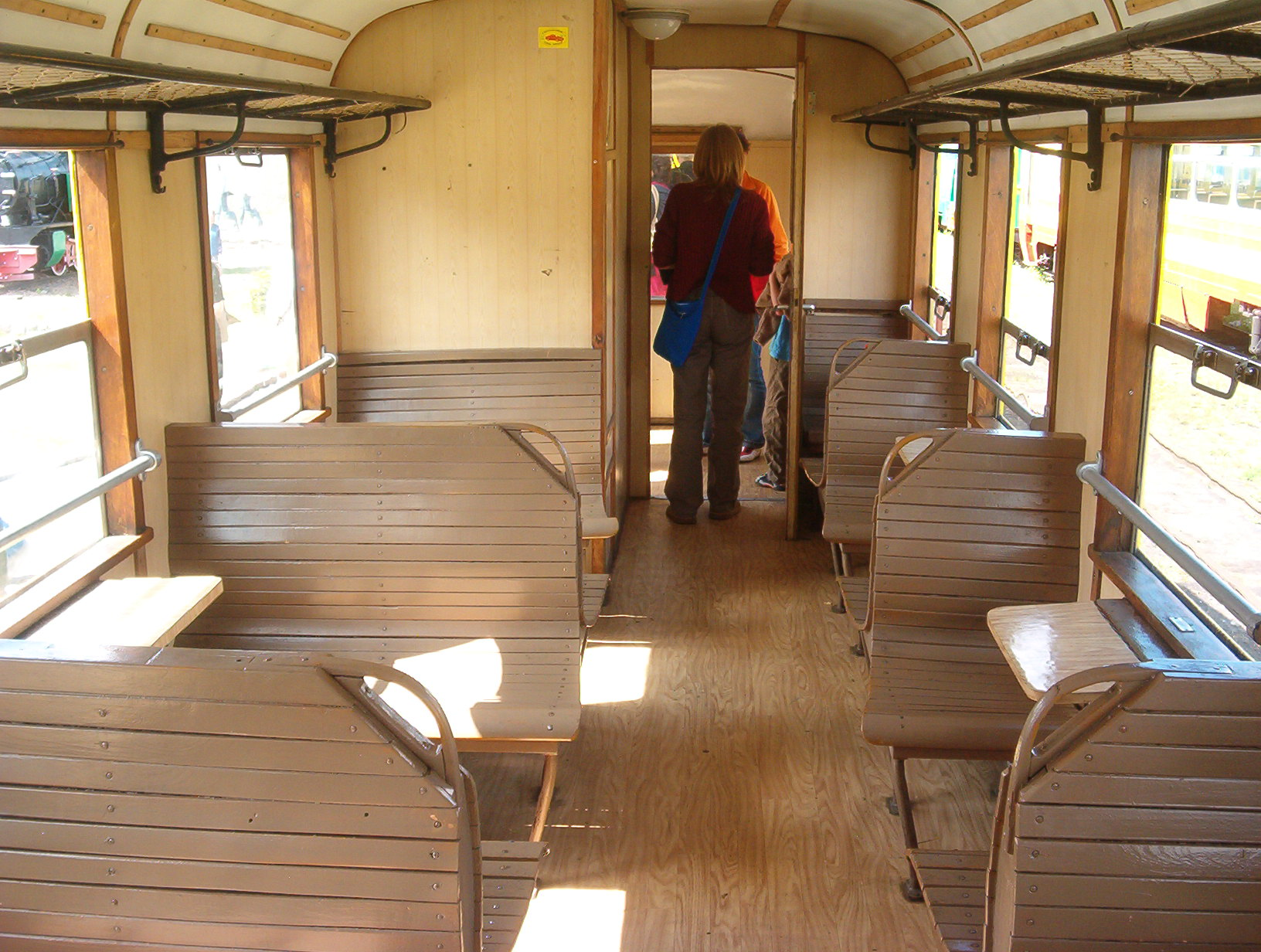
Wagon pasażerski – EKW
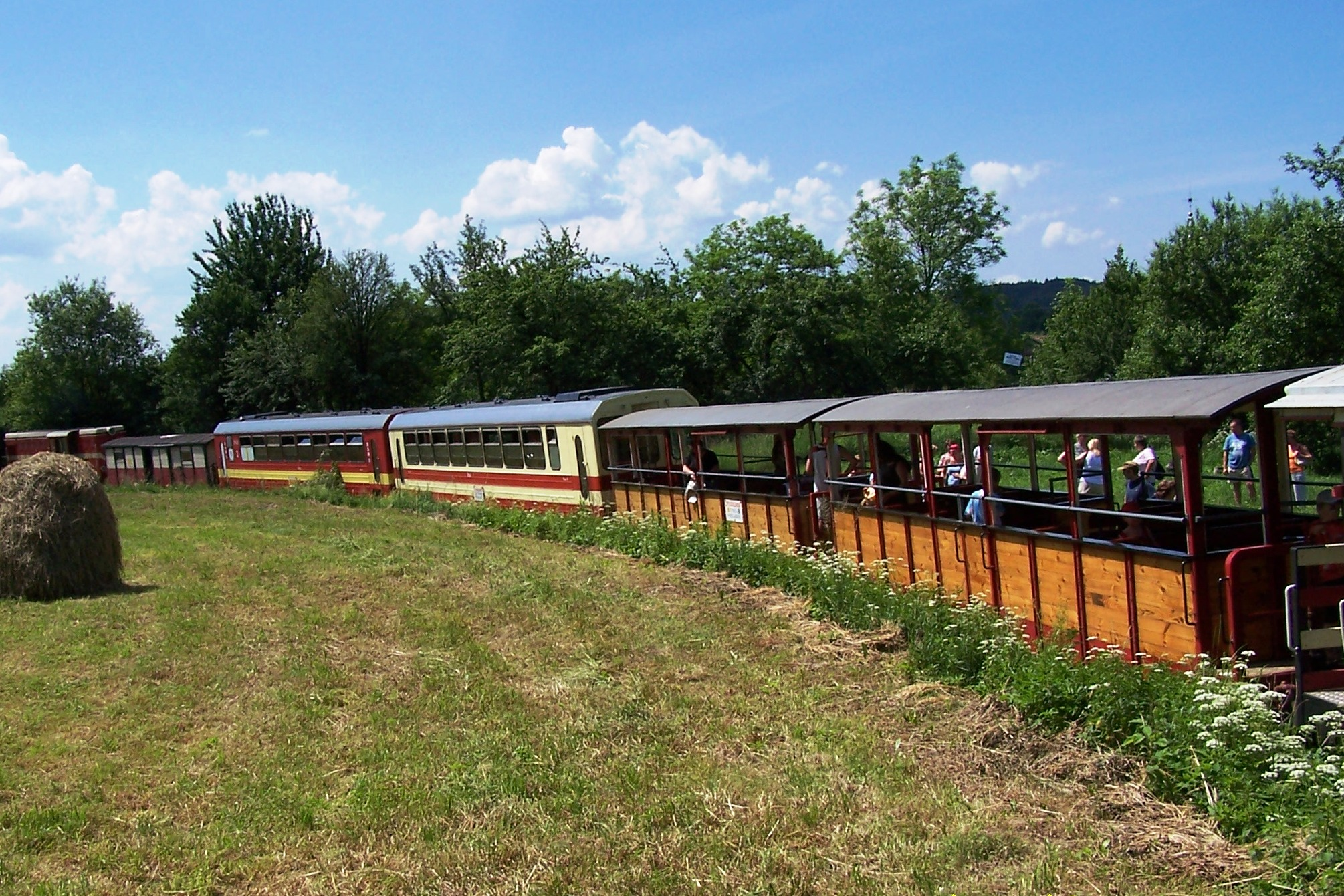
Przeworska Kolej Dojazdowa – postój w Szklarach
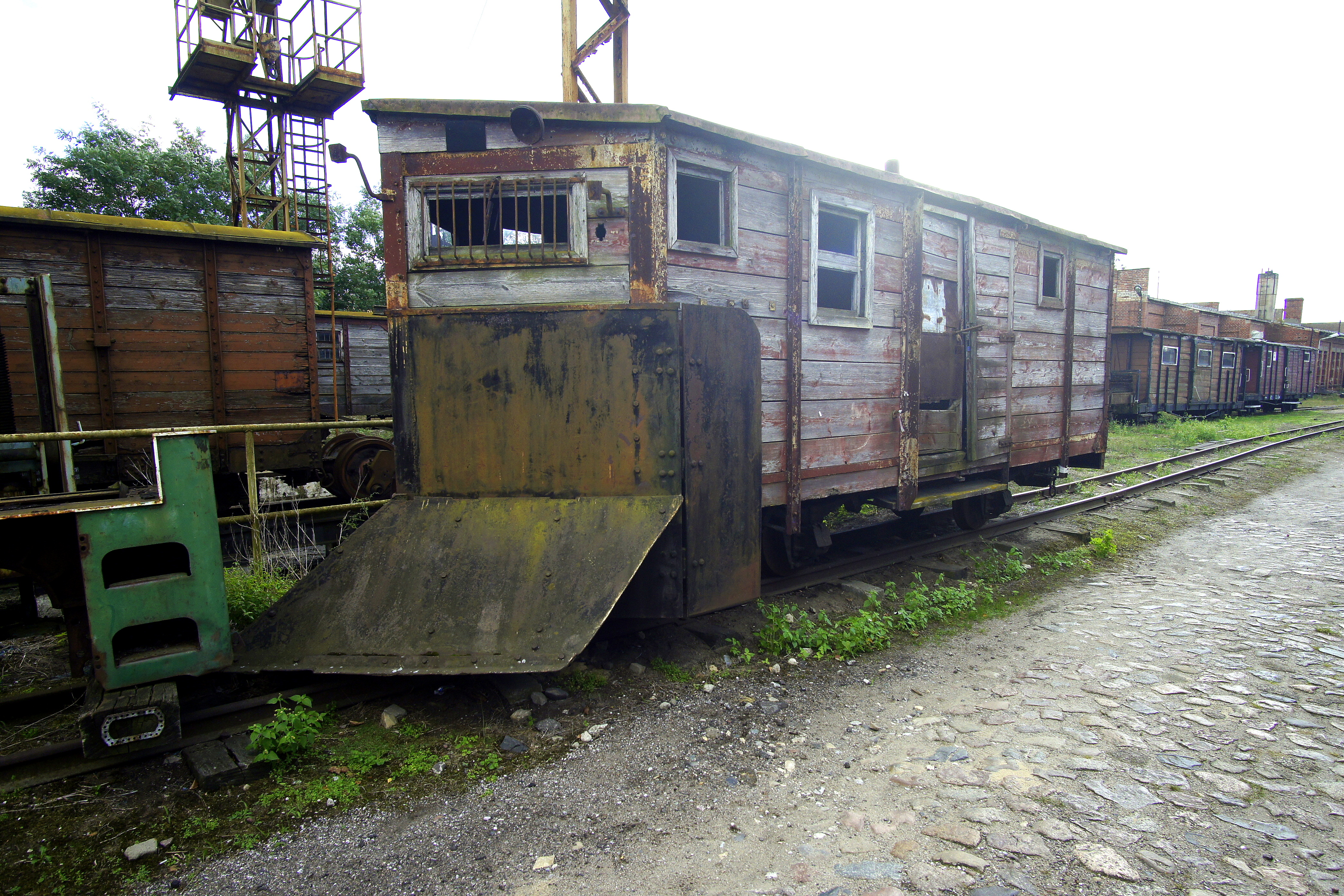
Pług odśnieżny - eksponat parowozowni Białośliwie Wąskotorowe
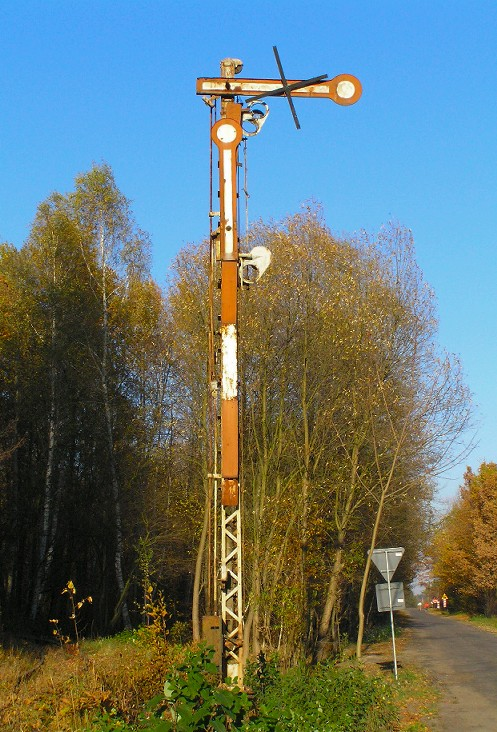
Semafor wjazdowy na stację w Rozalinie na Nadwiślańskiej Kolei Dojazdowej
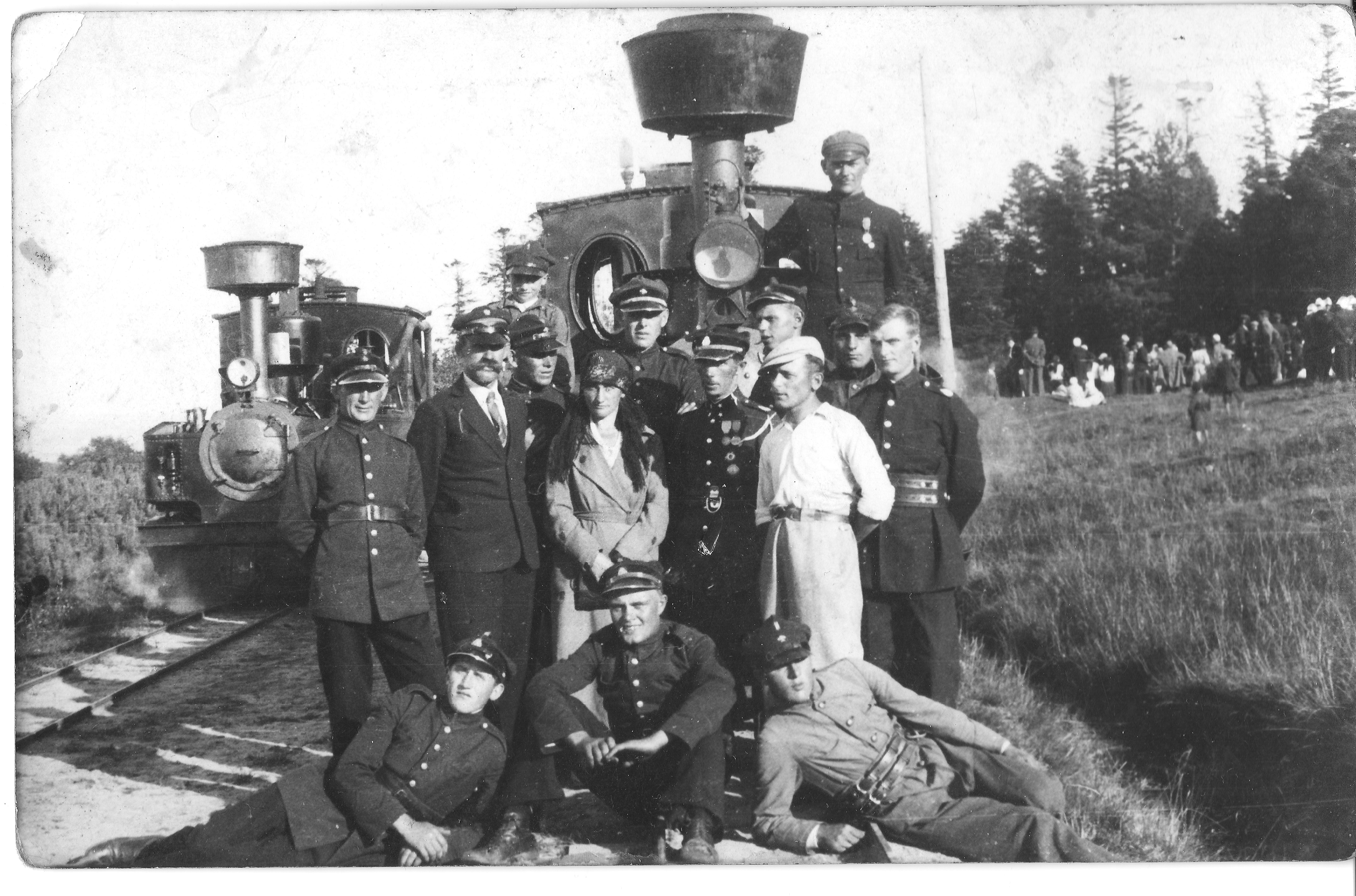
Pracownicy Świetokrzyskiej Kolei Leśnej (okolice Zagnańska)